# 立憲革新党
立憲革新党（りっけんかくしんとう）は、明治中期に存在した政党（1894年5月9日 - 1896年2月24日）。
同盟倶楽部と同志倶楽部が合同して一部無所属議員なども加わって40名の衆議院議員によって結成された。同盟倶楽部は1892年11月20日に藩閥政権に失望した吏党系議員が民党側に離反した際に結成された院内会派、同志倶楽部は1893年12月5日に自由党所属の星亨衆議院議長の不正問題で自由党が星議長の擁護の姿勢を変えないことに抗議した同党議員が離党して結成した院内会派であった。ところが、直後に第3回衆議院議員総選挙が行われて両会派とも減少したために、民党としての地位確保のために合同したのである。当初は対外硬派に属して皇室の尊栄・国威発揚を掲げる一方で人民の権利伸長、責任内閣制確立などを掲げた。日清戦争後の三国干渉に屈した第2次伊藤内閣を追及する運動を展開した。主な議員には楠本正隆・鈴木重遠・河島醇・柴四朗・大東義徹・工藤行幹・長谷場純孝・武富時敏・大須賀庸之助・白鳥慶一らがいる。
立憲改進党を中心とする進歩党結成（1896年3月1日）に先立って解党して所属議員の殆どが進歩党に参加した。